# Seznam kanclerjev Zvezne republike Nemčije
Seznam kanclerjev Zvezne republike Nemčije navaja nosilce tega položaja od ustanovitve Nemškega rajha. Nemški kancler je politični vodja Nemčije in zvezne vlade. Nosilec funkcije je odgovoren za izbiro vseh drugih članov vlade in predsedovanje sestankom vlade.
Funkcija je bila ustanovljena v Severnonemški konfederaciji leta 1867, ko je Otto von Bismarck postal prvi kancler. Z združitvijo Nemčije in ustanovitvijo Nemškega cesarstva leta 1871 se je Konfederacija razvila v nemško nacionalno državo, njen vodja pa je postal znan kot nemški kancler. Prvotno je bil kancler odgovoren le cesarju, kar se je spremenilo z ustavno reformo leta 1918, ko je parlament dobil pravico do razrešitve kanclerja. V skladu z Weimarsko ustavo iz leta 1919 je kanclerje imenoval neposredno izvoljeni predsednik, vendar so bili odgovorni parlamentu. Ustava je bila razveljavljena v času nacistične diktature, v obdobju 1933–1945. Med zavezniško okupacijo ni bilo neodvisne nemške vlade in nobenega kanclerja; položaj v Vzhodni Nemčiji ni bil ponovno ustanovljen, zato je bil vodja vlade Vzhodne Nemčije predsednik Sveta ministrov. Temeljni zakon iz leta 1949 je kancler postal najpomembnejši položaj v Zahodni Nemčiji, hkrati pa je zmanjšal vlogo predsednika.

## Severnonemška konfederacija (1867–1871)
| Portret  | Ime                                | Mandat        | Mandat         | Mandat          |
| Portret  | Ime                                | Začetek       | Konec          | Dolžina         |
| -------- | ---------------------------------- | ------------- | -------------- | --------------- |
| Portrait | grof Otto von Bismarck (1815–1898) | 1. julij 1867 | 21. marec 1871 | 3 leta, 263 dni |

## Nemški rajh (1971–1945)

### Nemško cesarstvo (1871–1918)
| Portret  | Ime                                                    | Mandat  | Mandat |
| Portret  | Ime                                                    | Začetek | Konec  |
| -------- | ------------------------------------------------------ | ------- | ------ |
| Portrait | Otto von Bismarck                                      | 1871    | 1890   |
|          | Leo, grof iz Caprivija                                 | 1890    | 1894   |
|          | Chlodwig Karl Viktor, princ Hohenlohe-Schillingsfürsta | 1894    | 1900   |
|          | Bernhard, princ Bülowa                                 | 1900    | 1909   |
|          | Theobald von Bethmann Hollweg                          | 1909    | 1917   |
|          | Georg Michaelis                                        | 1917    | 1917   |
|          | Georg Friedrich, grof Hertlingški                      | 1917    | 1918   |
|          | Maximilian, princ Badna                                | 1918    | 1918   |
|          | Friedrich Ebert                                        | 1918    | 1918   |

### Weimarska republika (1919–1933)
| Portret | Ime                     | Mandat  | Mandat |
| Portret | Ime                     | Začetek | Konec  |
| ------- | ----------------------- | ------- | ------ |
|         | Philipp Scheidemann     | 1919    | 1919   |
|         | Gustav Bauer            | 1919    | 1920   |
|         | Hermann Müller (prvič)  | 1920    | 1920   |
|         | Konstantin Fehrenbach   | 1920    | 1921   |
|         | Joseph Wirth            | 1921    | 1922   |
|         | Wilhelm Cuno            | 1922    | 1923   |
|         | Gustav Stresemann       | 1923    | 1923   |
|         | Wilhelm Marx (prvič)    | 1923    | 1925   |
|         | Hans Luther             | 1925    | 1926   |
|         | Wilhelm Marx (drugič)   | 1926    | 1928   |
|         | Hermann Müller (drugič) | 1928    | 1930   |
|         | Heinrich Brüning        | 1930    | 1932   |
|         | Franz von Papen         | 1932    | 1932   |
|         | Kurt von Schleicher     | 1932    | 1933   |

### Tretji rajh (1932–1945)
| Portret  | Ime                             | Mandat          | Mandat         | Stranka                                                      | Stranka |                |              |  |       |
| Portret  | Ime                             | Začetek         | Konec          | Stranka                                                      | Stranka |                |              |  |       |
| -------- | ------------------------------- | --------------- | -------------- | ------------------------------------------------------------ | ------- | -------------- | ------------ |  | ----- |
|          | Führer Adolf Hitler (1889–1945) | 30. januar 1933 | 30. april 1945 |                                                              | NSDAP   |                |              |  |       |
| Portrait | Führer Adolf Hitler (1889–1945) | 30. januar 1933 | 30. april 1945 | Joseph Goebbels(1897–1945)                                   | NSDAP   | 30. april 1945 | 1. maj 1945  |  | NSDAP |
| Portrait | Führer Adolf Hitler (1889–1945) | 30. januar 1933 | 30. april 1945 | Lutz Graf Schwerin von Krosigk(1887–1977)as Leading Minister | NSDAP   | 2. maj 1945    | 23. maj 1945 |  | NSDAP |

## Zvezna republika Nemčija (od 1949)
| #                                                                                        | Portret | Ime (rojstvo-smrt)               | Mandat             | Mandat                      | Stanka | Podkancler |
| #                                                                                        | Portret | Ime (rojstvo-smrt)               | Začetek            | Konec                       | Stanka | Podkancler |
| ---------------------------------------------------------------------------------------- | ------- | -------------------------------- | ------------------ | --------------------------- | ------ | --- |
| 1                                                                                        |         | Konrad Adenauer (1876–1967)      | 15. september 1949 | 16. oktober 1963            | CDU    | Franz Blücher (1949–1957) Ludwig Erhard (1957–1963) |
| 2                                                                                        |         | Ludwig Erhard (1897–1977)        | 16. oktober 1963   | 1. december 1966 (odstopil) | CDU    | Erich Mende (1963–1966) Hans-Christoph Seebohm (1966) |
| 3                                                                                        |         | Kurt Georg Kiesinger (1904–1988) | 1. december 1966   | 22. oktober 1969            | CDU    | Willy Brandt (1966–1969) |
| 4                                                                                        |         | Willy Brandt (1913–1992)         | 22. oktober 1969   | 7. maj 1974 (odstopil)      | SPD    | Walter Scheel (1969–1974) |
| Podkancler Walter Scheel kot vršilec dolžnosti opravljal funkcije od 7. do 16. maja 1974 |         |                                  |                    |                             |        | |
| 5                                                                                        |         | Helmut Schmidt (1918–2015)       | 16. maj 1974       | 1. oktober 1982             | SPD    | Hans-Dietrich Genscher (1974–1982) Egon Franke (1982) |
| 6                                                                                        |         | Helmut Kohl (1930–2017)          | 1. oktober 1982    | 27. oktober 1998            | CDU    | Hans-Dietrich Genscher (1982–1992) Jürgen Möllemann (1992–1993) Klaus Kinkel (1993–1998)                                                                                         |
| 7                                                                                        |         | Gerhard Schröder (1944)          | 27. oktober 1998   | 22. november 2005           | SPD    | Joschka Fischer (1998–2005) |
| 8                                                                                        |         | Angela Merkel (1954)             | 22. november 2005  | 8. december 2021            | CDU    | Franz Müntefering (2005–2007) Frank-Walter Steinmeier (2007–2009) Guido Westerwelle (2009–2011) Philipp Rösler (2011–2013) Sigmar Gabriel (2013–2018) Olaf Scholz (2018–present) |
| 9                                                                                        |         | Olaf Scholz (1958)               | 8. december 2021   | 6. maj 2025                 | SPD    | Robert Habeck (2021 -) |
| 10.                                                                                      |         | Friedrich Merz                   | 6. maj 2025        |                             | CDU    | Lars Klingbeil |